# Indunil Herath
Ekanayake Mudiyaselage Idame Gedara Indunil Madushan Herath (* 27. März 1993 in Mahiyangana) ist ein sri-lankischer Mittelstreckenläufer, der sich auf den 800-Meter-Lauf spezialisiert.

## Sportliche Laufbahn
Erste internationale Erfahrungen sammelte Indunil Herath bei den Jugendasienspielen 2009 in Singapur, bei denen er in 1:56,33 min die Bronzemedaille über 800 Meter gewann. Im Jahr darauf nahm er an den erstmals ausgetragenen Olympischen Jugendspielen ebendort teil und belegte im B-Finale den dritten Platz. Zwi Jahre später wurde er bei den Juniorenasienmeisterschaften in Colombo Siebter über 400 Meter und Fünfter über 800 Meter. Zudem gewann er mit der sri-lankischen 4-mal-400-Meter-Staffel in 3:11,79 min die Bronzemedaille. 2014 wurde er bei den Jogos da Lusofonia in Goa vierter über 800 Meter und mit der Staffel. Im Jahr darauf nahm er an den Asienmeisterschaften in Wuhan teil und wurde dort in 1:51,51 min Fünfter. 2016 siegte er bei den Südasienspielen in Guwahati in 1:51,46 min und schied bei den Hallenasienmeisterschaften in Doha in 1:57,26 min im Vorlauf aus. Im Folgejahr erfolgte die erneute Teilnahme an den Asienmeisterschafte in Bhubaneswar, bei denen er diesmal in 1:50,57 min auf Platz fünf einlief. Anfang September gewann er bei den Asian Indoor & Martial Arts Games in Aşgabat in 1:49,45 min die Silbermedaille hinter dem Katari Jamal Hairane.
2018 nahm er erstmals an den Asienspielen in Jakarta teil und wurde dort in 1:51,36 min im Finale Achter. Im Jahr darauf siegte er bei den Südasienspielen in Katmandu in 1:50,52 min und verteidigte somit erfolgreich seinen Titel.
2013 und 2015 sowie 2016 und 2019 wurde Herath sri-lankischer Meister im 800-Meter-Lauf.

## Persönliche Bestleistungen
- 400 Meter: 47,37 s, 22. Juni 2018 in Nairobi
- 800 Meter: 1:47,13 min, 16. Juni 2018 in Nairobi (sri-Lankischer Rekord)
  - 800 Meter (Halle): 1:49,45 min, 20. September 2017 in Aşgabat (sri-Lankischer Rekord)